# Finley mașinuța de pompieri
Finley mașinuța de pompieri (în engleză Finley the Fire Engine) este un serial de televiziune american-canadian-britanic-irlandez de animație CGI pentru copii, produs de Balley Beg Animation Studios. Emisiunea este despre vehicule vorbitoare într-un oraș fictiv numit Friendlyville.
În România, serialul a fost difuzat pe Boom Hop!.